# Marie-Bénédicte Roy
 (août 2023).
Marie-Bénédicte Roy, née Bénédicte Roynette le 24 novembre 1958 à Nancy, est une actrice française.

## Biographie
Formée au Conservatoire national de Créteil par Alain Souchère, au Cours Florent par François Florent puis à l'Ecole de la rue Blanche; elle démarrera sa carrière dans le théâtre à Paris avant de s'attaquer au cinéma et à la radio au début des années 2000.

## Filmographie

### Cinéma
- 2002 : Paris selon Moussa de Cheik Doukouré : Invitée Zanga
- 2007 : Danse avec lui de Valérie Guignabodet : Mère d'Amélie
- 2007 : Sans arme, ni haine, ni violence de Jean-Paul Rouve : Josy
- 2009 : Dans tes bras de Hubert Gillet : Mère de Clémentine
- 2009 : Coco avant Chanel d'Anne Fontaine : Cliente boutique
- 2009 : Divorces de Valérie Guignabodet : Assistante cabinet d'avocats
- 2010 : Crime d'amour d'Alain Corneau : Surveillante prison
- 2011 : Mon père est femme de ménage de Saphia Azzeddine : Femme réunion
- 2011 : RIF de Franck Mancuso : Gérante station service
- 2012 : Aux yeux de tous de Cédric Jimenez et Arnaud Duprey : Catherine Philippi
- 2013 : Hôtel Normandy de Charles Nemes : Cliente Alice
- 2014 : Gemma Bovery d'Anne Fontaine : Madame Rivière
- 2015 : Je t'aime, filme-moi d'Alexandre Messina : Bénédicte
- 2015 : Dario Martini de Maxime Mallet (court-métrage) : Mère de Dario
- 2018 : Christ(off) de Pierre Dudan : la religieuse
- 2020 : La Troisième Guerre de Giovanni Aloi : la femme de ménage
- 2021 : Chacun chez soi de Michèle Laroque : la conseillère Pôle Emploi
- 2021 : Les Choses humaines de Yvan Attal : Marianne
- 2021 : Alix de Juliette Le Henanff (court-métrage) : la mère d'Alix
- 2021 : Dans l'ombre de Sophie Picciotto et Ophélie Koering : Rimbaud
- 2022 : Catherine Mirachet de Baptiste Humler et Jack-Antoine Charlot : Catherine

### Télévision
- 1987 : Premiers Chaluts (téléfilm), de Loïc Hascoët : Josiane
- 1988 : Collaricocoshow de Stéphane Collaro (1 épisode)
- 1991 : Navarro réalisé par Patrick Jamain (saison 4, épisode 2) : Marèse Rousseau
- 1992 : Quand épousez-vous ma femme? de Jean Bernard-Luc et Jean-Pierre Conty, mise en scène et réalisation captation Daniel Colas : Laetitia
- 1992 : Sylvie et compagnie de Didier Albert et Philippe Roussel (série télévisée) : Zoé
- 1993 : Goal de Rinaldo Bassi, Nicolas Cahen, Roger Kahane, Christiane Lehérissey et Christiane Spiero (série télévisée) : Véronique
- 1993 : Le Galopin de Serge Korber (téléfilm) : Pivoine
- 1993 : Mésaventures de Éric Le Hung (1 épisode) : La fille
- 1995 : Soif d'en sortir de Dominique Tabuteau (téléfilm) : Françoise
- 1996 : J'ai deux amours de Caroline Huppert (téléfilm) : Agnès
- 1996 : Berjac de Jean-Michel Ribes (téléfilm) : Maryse
- 2002 : Maigret de Christian de Chalonge (épisode 38) : Patronne de l'hotel
- 2002 : Le Grand Patron de Emmanuel Gust (épisode 5) : Madame Gogault
- 2002 : Central Nuit de Didier Delaître (saison 2, épisode 6) : Marie-Bérengère
- 2007 : Avocats et Associés de Patrice Martineau (saison 4, épisode 9) : Mère de David
- 2007 : Femmes de loi de Gérard Cuq (saison 7, épisode 4) : Sandrine Delambre
- 2007 : Adresse inconnue d'Antonio Olivares (saison 1, épisode 3) : Delia Garaud
- 2007 : Le Rosier de madame Husson de Denis Malleval (téléfilm) : Paysanne
- 2008 : Clara, une passion française de Sébastien Grall (téléfilm) : Gouvernante de Robert et Suzanne
- 2009 : RIS police scientifique de Sébastien Grall (saison 5, épisode 9) : Rose Morel
- 2010 : Kolah Pahlavi de Ziaeddin Dorri (1 épisode) : La propriétaire
- 2010 : Le Jour où tout a basculé de Géraud Pineau (1 épisode) : Thérèse
- 2012 : Q.I. d'Olivier de Plas (saison 2) : Mère d'Aurélien
- 2013 : Vaugand de Charlotte Brändström (saison 1) : Présidente Abergel
- 2014 : La Vie devant elles de Gabriel Aghion (saison 1) : Assistante sociale
- 2015 : Sam de Valérie Guignabodet (saison 1) : Agent immobilier
- 2017 : Joséphine, ange gardien de Stephan Kopecky (épisode 83) : Lili
- 2017 : Je voulais juste rentrer chez moi d'Yves Rénier (téléfilm) : Madame Camille Grainville
- 2018 : Le Mort de la plage de Claude-Michel Rome : Infirmière chef
- 2018 : Noces d'Or de Nader T.Homayoun : Françoise
- 2018 : Profilage de Nadège Loiseau (saison 9, épisode 4) : Gloria Hérout
- 2019 : Petits secrets en famille de Nicolas Filafi (saison 3, épisode 9) : Nelly
- 2020 : Astrid et Raphaëlle de Frédéric Berthe (saison 1, épisode 5) : Catherine Lebert
- 2021 - 2022 : Plus belle la vie (saison 17) : Josiane Bourdin
- 2022 : L'impasse de Delphine Lemoine : Marie
- 2024 : Scènes de ménages de Karim Adda (Prime 15 ans) : Monique mère de la mariée
- 2025 : Une relation dangereuse de Nadège Loiseau : Infirmière Nicole

## Doublage
- 2022 : Filière criminelle (pl) : voix additionnelles
- 2024 : Reine rouge (es)  : Maritxu (Karmele Larrinaga (es))

## Théâtre
- 1976 : Le Voyage d'après l'œuvre de Blaise Cendrars, mise en scène Geneviève Pastre, Théâtre Mouffetard
- 1976 : Classe Terminale de René de Obaldia, mise en scène Alain Souchère, Maison des Arts de Créteil
- 1976 : Monsieur de Pourceaugnac de Molière, mise en scène Alain Souchère, Maison des Arts de Créteil : Julie
- 1979 : Bajazet de Jean Racine, Théâtre de la Cité internationale : Atalide
- 1981 : Il ne faut jurer de rien d'Alfred de Musset, mise en scène Ary Auberger, Théâtre du Petit Chézy puis en tournée : Cécile
- 1981 : Le Mariage forcé de Molière, mise en scène Ary Auberger, Théâtre du Petit Chézy puis en tournée : Dorimène
- 1981–1982 : Deburau de Sacha Guitry, mise en scène Jacques Rosny, Théâtre Édouard-VII puis en tournée (Monte-Carlo, Lyon, Bruxelles) : Honorine et Madame Rebard
- 1983 : Romeliette et Julot de Jean Canolle, Théâtre de Dix heures
- 1983–1984 : Le Bluffeur de Marc Camoletti, mise en scène de l'auteur, Théâtre Michel
- 1984–1985 : On dînera au lit de Marc Camoletti, mise en scène de l'auteur, Théâtre Michel puis en tournée
- 1985 : La Comédie musicale des Schtroumpfs de Peyo, mise en scène Yves Pignot, en tournée : Le Poète
- 1987 : Lily et Lily de Pierre Barillet et Jean-Pierre Gredy, mise en scène Pierre Mondy, Théâtre Antoine puis en tournée
- 1988 : Le Saut du Lit de Ray Cooney et John Chapman, mise en scène Jean Le Poulain, Théâtre des Variétés puis en tournée
- 1988–1990 : La Présidente de Maurice Hennequin et Pierre Veber (adaptation de Jean Poiret), mise en scène Pierre Mondy, Théâtre des Variétés puis en tournée
- 1989 : Les Rencontres du Palais-Royal de Stellio Lorenzi, mise en scène Jacques Toja, Théâtre du Palais-Royal
- 1990–1991 : Bisous, Bisous de Derek Benfield, adaptation et mise en scène Marc Camoletti, Théâtre Michel : Minou
- 1991–1992 : Darling Chérie de Marc Camoletti, mise en scène de l'auteur, Théâtre Michel : Daphné
- 1992–1993 : La Puce à l'oreille de Georges Feydeau, mise en scène Jean-Claude Brialy, Théâtre de la Michodière : Olympe Ferraillon
- 1994–1995 : L'Hôtel du libre échange de Georges Feydeau, mise en scène Franck de Lapersonne, Théâtre de la Michodière : Victoire
- 1996 : Les portes claquent de Michel Fermaud, mise en scène Gérard Savoisien, en tournée : Arlène
- 1997–1998 : Une Nuit avec Sacha Guitry d'Anthéa Sogno, mise en scène Jacques Décombe et Christophe Luthringer, Théâtre Grévin puis Théâtre Rive Gauche : Julie
- 1998 : Le Médecin malgré lui de Molière, mise en scène Maurice Risch, Théâtre de Boulogne-Billancourt puis en tournée : Martine
- 1998–1999 : Face à face de Francis Joffo, mise en scène de l'auteur, Théâtre du Palais-Royal puis en tournée en 2000
- 2001 : Le Tartuffe ou l'Imposteur de Molière, mise en scène Jean-Claude Brialy, en festivals : Dorine
- 2003 : Putain de soirée de Daniel Colas, mise en scène de l'auteur, Théâtre du Gymnase : Elle
- 2003–2004 : Une Femme de trop de William Link et Richard Levinson, adapté et mise en scène Pierre Sauvil, en tournée : Claire
- 2004 : Les Amazones de Jean-Marie Chevret, mise en scène Jean-Pierre Dravel et Olivier Macé, Théâtre Rive Gauche puis en tournée : Martine
- 2004–2005 : Trop c'est trop d'Yvan Varco et Georges Beller, mise en scène des auteurs, en tournée : Sophie
- 2005–2006 : Rien ne va plus de Francis Joffo, mise en scène de l'auteur, en tournée : Claire
- 2006–2007 : Vacances de rêve de Francis Joffo, mise en scène de l'auteur, en tournée : Dominique Perthuis
- 2010 : Chat en poche de Georges Feydeau, mise en scène Jean Galabru, en tournée : Amandine
- 2011 : Juste la fin du monde de Jean-Luc Lagarce, mise en scène Samuel Theis, au Théâtre 13 / Seine : La Mère
- 2013–2014 : La Loge de Lucienne de Gérard Moulévrier, mise en scène Julien Cafaro et Isabelle Rougerie, Théâtre du Gymnase et en tournée : Lucienne
- 2015 : Ma Femme est sortie de Jean Barbier, mise en scène Jean-Pierre Dravel et Olivier Macé, Théâtre Daunou puis en tournée : Stéphanie
- 2016 : Ondine de Jean Giraudoux, mise en scène Gwenhaël de Gouvello, Festival de Versailles : La Reine
- 2016 : Les Amazones de Jean-Marie Chevret, mise en scène Antony Marty et Nicolas Vitiello, Théâtre Daunou : Micky
- 2017 : La Dame Blanche de Sébastien Azzopardi, mise en scène de l'auteur, Théâtre de la Renaissance : La Vieille
- 2022-2025 : Papy & Mamy de Pierre-Jean Cherer. mise en scène de l'auteur, Café de la Gare, Théâtre le Funambule? Festival d'Avignon off 2025 puis en tournée : Mamy
- 2023-2025 : Ma Séraphine de Patrice Trigano, mise en scène Josiane Pinson, Festival off d'Avignon : Séraphine
- 2023-2024 : La Crème de Normandie, Comédie musicale de Milena Marinelli et Hervé Devolder, en tournée : Lucienne
- 2025 : En attendant Albert de Patrick Meney, mise en scène Olivier Macé, La Scène Parisienne : Janine

## Radio France

### France Inter
- 2011–2014 : Nuits noires, nuits blanches, produit par Patrick Liegibel
- 2011–2014 : Au fil de l'histoire, produit par Patrick Liegibel

### France Culture
- 1990–aujourd'hui : Fictions / Le Feuilleton
- 2007–2014 : Fiction Drôle de Drame

## Distinctions
- 1989 : Molière du meilleur spectacle comique pour La Présidente de Maurice Hennequin et Pierre Veber, mise en scène Pierre Mondy, Théâtre des Variétés
- 2023 : Prix du Coup de Coeur du Public au Festival Off d'Avignon décerné à Marie-Bénédicte Roy dans Ma Séraphine.
- 2025 : Prix de la meilleure Comédienne au Festival off d'Avignon 2025 dans Papy & Mamy.